# Dirk Oldenburg
Dirk Oldenburg (* 11. Februar 1967 in Crivitz) ist ein ehemaliger deutscher Volleyballspieler. Er ist der Bruder der ehemaligen deutschen Volleyball-Nationalspielerin Ute Steppin.

## Werdegang
Oldenburg spielte zunächst Handball. Von 1983 bis 1990 war er Volleyballspieler beim SC Traktor Schwerin bzw. Schweriner SC. Hier wurde er 1988 DDR-Meister und 1988 und 1989 FDGB-Pokalsieger und spielte auch 75 Mal in der DDR-Nationalmannschaft. 1990 wechselte er zum Bundesligaaufsteiger 1. SC Norderstedt und 1991 zum Hamburger LSV, mit dessen Nachfolgemannschaft er 1992 den DVV-Pokal gewann. Ende Januar 1993 verunglückte Oldenburg in Westerstede mit seinem PKW und erlitt lebensgefährliche Verletzungen.
Von 1994 bis 1997 spielte Dirk Oldenburg beim ASV Dachau, mit dem er 1995 und 1996 Deutscher Meister sowie 1997 DVV-Pokalsieger wurde. Danach spielte er noch zwei Jahre beim SV Fellbach.
Dirk Oldenburg war 197-facher deutscher Nationalspieler. Im Jahr 1995 wurde er zum Volleyballer des Jahres gewählt.
In der DDR war er Facharbeiter für Werkzeugmaschinen und Student im Fach Maschinenbau. Im Anschluss an seinen Wechsel nach Norderstedt begann Oldenburg eine Lehre zum Anlagenelektroniker.